# تهجين موضعي

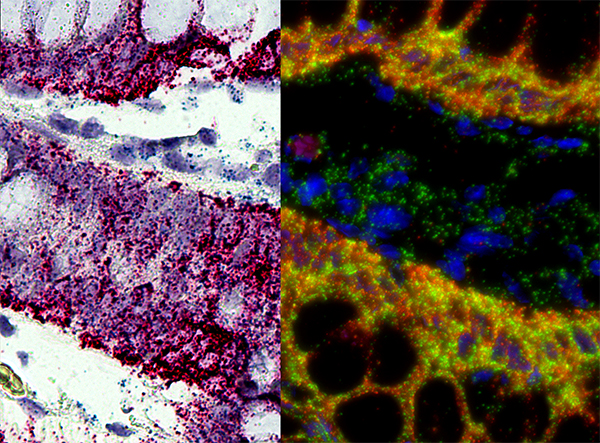

التهجين الموضعي (بالإنجليزية: In situ Hybridization)‏ هي تقنية وراثية خلوية تستخدم للتحري عن تسلسل معين من الدنا أو الرنا في نسيج ما ولهذا السبب سميت بالتهجين الموضعي. يتم تحديد مكان هذا التسلسل باستخدام مسبار متمم للتسلسل المراد تحديد مكانه.
تبدأ العملية بتثبيت العينة المراد فحصها بطور معين لتسهيل دخول المسبار للخلية واتحاده مع التسلسل المتمم، تُغسل العينة للتخلص من المسابر الزائدة التي لم تتحد مع التسلسل المتمم. يتم التحري عن وجود التسلل باستخدام مجهر معين (مشع أو متألق أو مناعي) وذلك بحسب المادة المُعلِّمة للمسبار والتي قد تكون مشعة أو لاصفة أو مناعية. يستخدم التهجين الموضعي في العديد من التطبيقات الطبية التشخيصية كالتحري عن وجود صبغي فلادلفيا.